# Susannah Dean
Susannah Dean, fusion improbable de deux personnalités opposées, est un personnage fictif issu de la série de romans La Tour sombre de Stephen King.
Odetta Holmes est une jeune femme noire des années 1960 qui, à la suite d'un accident provoqué par un sociopathe nommé Jack Mort, a développé une double personnalité en plus de se voir amputée de ses deux jambes. Roland Deschain l'emmène dans l'Entre-Deux-Mondes, où après avoir été son ennemie, elle le rejoint dans sa quête de la Tour Sombre.

## Au début de la Saga
Au début du second tome de la Saga, Les Trois Cartes, Roland de Gilead sait qu'il doit se trouver de nouveaux compagnons pour reformer son Ka-Têt et poursuivre sa quête de la Tour Sombre. Mais grièvement blessé à son réveil par les "homarstruosités", il doit passer un peu précipitamment les "portes" derrière lesquelles se trouvent ses compagnons, s'il ne veut pas succomber au venin des créatures. Après avoir récupéré Eddie Dean derrière la porte du "Prisonnier", Roland arrive devant la porte de la "Dame d'Ombres". 
En la franchissant, il se retrouve dans la tête de Odetta Holmes, qui partage son esprit avec une femme extrêmement violente répondant au nom de Detta Walker depuis qu'un dangereux sociopathe du nom de Jack Mort lui a lancé du haut d'un immeuble une brique sur le crâne. 
Pendant presque 20 ans, la vie tranquille d'Odetta Holmes subit les "interventions" de Detta Walker dont le caractère violent et impulsif tranche totalement avec celui de son hôte. 
Mais Jack Mort n'en a pas fini avec elle car près de 20 ans après son premier attentat, il pousse Odetta sur les rails du métro ce qui lui vaut d'être amputée des deux jambes et la condamne au fauteuil roulant jusqu'à la fin de ses jours. Pendant près de trois ans, Odetta "cède" de plus en plus de terrain à Detta et lorsque le pistolero l'attire finalement dans son monde, c'est cette dernière qui est aux commandes.
Handicapée mais extrêmement dangereuse, Detta est difficilement maîtrisée par les deux compagnons mais parvient à s'enfuir juste avant que le pistolero n'emprunte la dernière porte du "Pousseur". Alors que Roland est cette fois-ci dans la peau de Jack Mort et finit par trouver un remède pour lui-même, Detta surprend Eddie resté dans le monde de Roland et manque l'assassiner. Roland la pousse alors à regarder au travers de la porte pour qu'elle assiste à son propre accident dans le métro, à la différence près que cette fois, c'est Jack Mort qui, contrôlé par Roland, saute sur les rails et se fait écraser sous les yeux d'Odetta. Ce face à face des deux personnalités a pour effet de fusionner les deux personnes en une troisième nommée Susannah.

## Le Ka-Têt est formé
L'arrivée de Susannah dans le groupe stabilise définitivement le Ka-Têt, les deux facettes de Detta / Odetta n'existant plus que sous leur forme "parfaite", Eddie s'éprend rapidement de Susannah et finit par l'épouser. Comme pour lui, les enseignements du pistolero font rapidement d'elle une tireuse émérite et sa forme physique s'améliore bien qu'elle soit toujours privée de l'usage de ses jambes. Aux côtés de son mari et des membres du groupe, Susannah s'investit plus encore que les autres dans la quête, peut-être pour compenser le fait qu'elle leur impose son transport dans son lourd fauteuil roulant.
Après l'épisode du Cercle de Parole au cours duquel elle retient sexuellement le démon qui y vit, Susannah développe une autre personnalité liée au démon du Cercle, une personnalité dénommée Mia, ce qui signifie "Mère" en Haut Parler. Mia est une créature sortie du Prim, un oracle sexuel, qui se découvre au fil des siècles l'envie de devenir mère. Or, les créatures comme elles sont stériles. Mia passe donc un pacte avec Walter o'Dim, l'ennemi juré de Roland, pour devenir mortelle et porter un enfant. Elle explique à Susannah que le démon qui a prélevé la semence de Roland dans l'anneau de parole (dans Le Pistolero) a ensuite changé de sexe, et lui a « réinjecté » cette semence lorsque Susannah retenait le démon du Cercle. De plus, il semble que Mia ait été imprégnée par le Roi Cramoisi lors de sa transformation. Le bébé que portent Susannah/Mia a donc deux pères, son père Blanc (Roland) et son père Rouge (le Roi Cramoisi). 
Dans Les Loups de la Calla, Mia sent que la naissance est proche, et prend le contrôle de Susannah afin que celle-ci l'emmène à New York, en 1999, pour accoucher. Elle est alors séparée de son ka-tet, qu'elle ne retrouvera qu'après la naissance de Mordred, dont elle prend conscience qu'il est « la malédiction de son dinh », et qu'elle tentera de détruire.

## Fin de la Saga
Susannah est le seul membre du Ka-Têt qui ne meurt pas. Après la perte d'Eddie Dean au Can-Ta Toi puis celle de Jake qui se sacrifie pour sauver Stephen King d'une mort violente, Susannah accompagne un temps Roland jusqu'à ce qu'il sauve Patrick Danville. Plus Susannah et Roland se rapprochent de la Tour, et plus Susannah prend conscience que le temps qui lui était imparti aux côtés de Roland se réduit. Elle comprend que Roland doit terminer sa quête comme il l'a commencée : seul, sans ka-tet. Cette prise de conscience est accompagnée de rêves, dans lesquels elle voit Eddie et Jake à New York, à Noël, ainsi qu'une porte. Elle demande alors à Patrick de dessiner cette porte, et la traverse, bien que Roland, qui accepte mal son départ, l'avertisse qu'elle pourrait se retrouver dans les ténèbres vaadasch. 
Susannah se retrouve alors dans une version de New-York où Jake et Eddie sont frères et s'appellent Toren. Ceux-ci prétendent alors avoir rêvé d'elle. La renonciation de Susannah à son statut de pistolero intervient lorsqu'elle jette l'un des pistolets de Roland dans une poubelle new-yorkaise; elle tire un trait sur cette partie de sa vie pour vivre avec Eddie et Jake Toren.